# Cabezas Rubias
Cabezas Rubias là một thị trấn và đô thị ở tỉnh Huelva, Tây Ban Nha. Theo điều tra dân số năm 2005, đô thị này có dân số 873 người và có diện tích 109 km² (mật độ dân số 8 người/km²).

## Dân cư
| 1999 | 2000 | 2001 | 2002 | 2003 | 2004 | 2005 |
| ---- | ---- | ---- | ---- | ---- | ---- | ---- |
| 969  | 962  | 956  | 929  | 935  | 899  | 873  |

Nguồn: INE (Tây Ban Nha)